# Mallophora pluto
Mallophora pluto là một loài ruồi trong họ Asilidae. Mallophora pluto được Wiedemann miêu tả năm 1828.